# Hermanas de Nuestra Señora de Namur
La Congregación de Hermanas de Nuestra Señora (oficialmente en francés: Congrégation Sœurs de Notre-Dame de Namur) es una congregación religiosa católica femenina de derecho pontificio, fundada por Julia Billiart el 2 de febrero de 1804, en Amiens, Francia. Las religiosas de este instituto son conocidas como Hermanas de Nuestra Señora de Namur o simplemente como Damas de Namur, y posponen a sus nombres las siglas: S.N.D.

## Historia

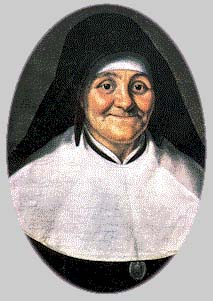
Julia Billiart (1751-1816), fundadora de las Hermanas de Nuestra Señora de Namur.

Julia Billiart, con la ayuda de la condesa de Gézaincourt, Marie-Louise-Françoise Blin de Bourdon, fundó en Amiens, el 2 de febrero de 1804, la Congregación de Nuestra Señora, con el fin de instruir y educar en la fe cristiana a las niñas y jóvenes de la ciudad. Para ellas, la fundadora, con la ayuda del sacerdote jesuita Joseph Varin, escribe las primeras Constituciones según el modelo de las de la Compañía de Jesús. Ese mismo año se fundó la primera escuela en Gante. En 1807 se fundó la casa de Namur (ciudad perteneciente por entonces al Primer Imperio francés), la cual se convirtió en la casa madre del instituto. Pronto fueron conocidas en la población como las Damas de Namur.
El 8 de septiembre de 1818, las Hermanas de Nuestra Señora recibieron la aprobación del obispo de Namur, Charles-François-Joseph Pisani. Mientras que el reconocimiento pontificio lo lograron el 28 de junio de 1844, por el decreto de alabanza del papa Gregorio XVI. Las Constituciones fueron aprobadas definitivamente por la Santa Sede el 27 de noviembre de 1921.
Julia Billiart fue beatificada por el papa Pío X el 3 de mayo de 1906 y canonizada por Pablo VI el 22 de junio de 1969.

## Actividades
Las Damas de Namur se dedican a la instrucción y educación cristiana de la juventud, a través de las escuelas en todos los niveles y las universidades. Desempeñan también un trabajo misionero y de asistencia social en Brasil y algunas naciones africanas.
En 1851 fundaron en San José (California) el primer instituto del estado para chicas y la primera universidad para mujeres en 1868.
En 2011, la Congregación contaba con 1602 religiosas y unas 490 casas, presentes en Bélgica, Brasil, Estados Unidos, Francia, Haití, Kenia, Italia, Japón, Nicaragua, Nigeria, Perú, Reino Unido, República Democrática del Congo, Sudáfrica, Sudán del Sur y Zimbabue. La casa central se encuentra en Roma y su actual superiora general es la religiosa Teresina Weind.

## Personas destacadas
- Julia Billiart (1751-1816), santa; religiosa francesa, fundadora de la Congregación. Fue canonizada por el papa Pablo VI en 1969.[4]
- Dorothy Stang (1931-2005), religiosa estadounidense, asesinada en Brasil por su defensa a los derechos de los indígenas del Amazonas.[8]
- Wendy Beckett (1930-2018), virgen consagrada sudafricana, fue religiosa de esta congregación entre 1946 y 1970, famosa por sus documentales de historia del arte para la BBC.[9]